# علی غندور
علی غندور (عربی: علي غندور؛ ۲۸ مهٔ ۱۹۳۱ – ۲۹ اوت ۲۰۲۰) تاجر اهل لبنان بود.
 او رئیس بازرگانی و فناوری آرام بود.
وی همچنین برندهٔ جوایزی همچون لژیون دونور (فرمانده) و نشان ملی لیاقت شده‌است.